# Sminthurus multipunctatus
Sminthurus multipunctatus is een springstaartensoort uit de familie van de Sminthuridae. De wetenschappelijke naam van de soort is voor het eerst geldig gepubliceerd in 1896 door Schaeffer.